# Euxoa provincialis
Euxoa provincialis là một loài bướm đêm trong họ Noctuidae.